# Råby-Rekarne FIF

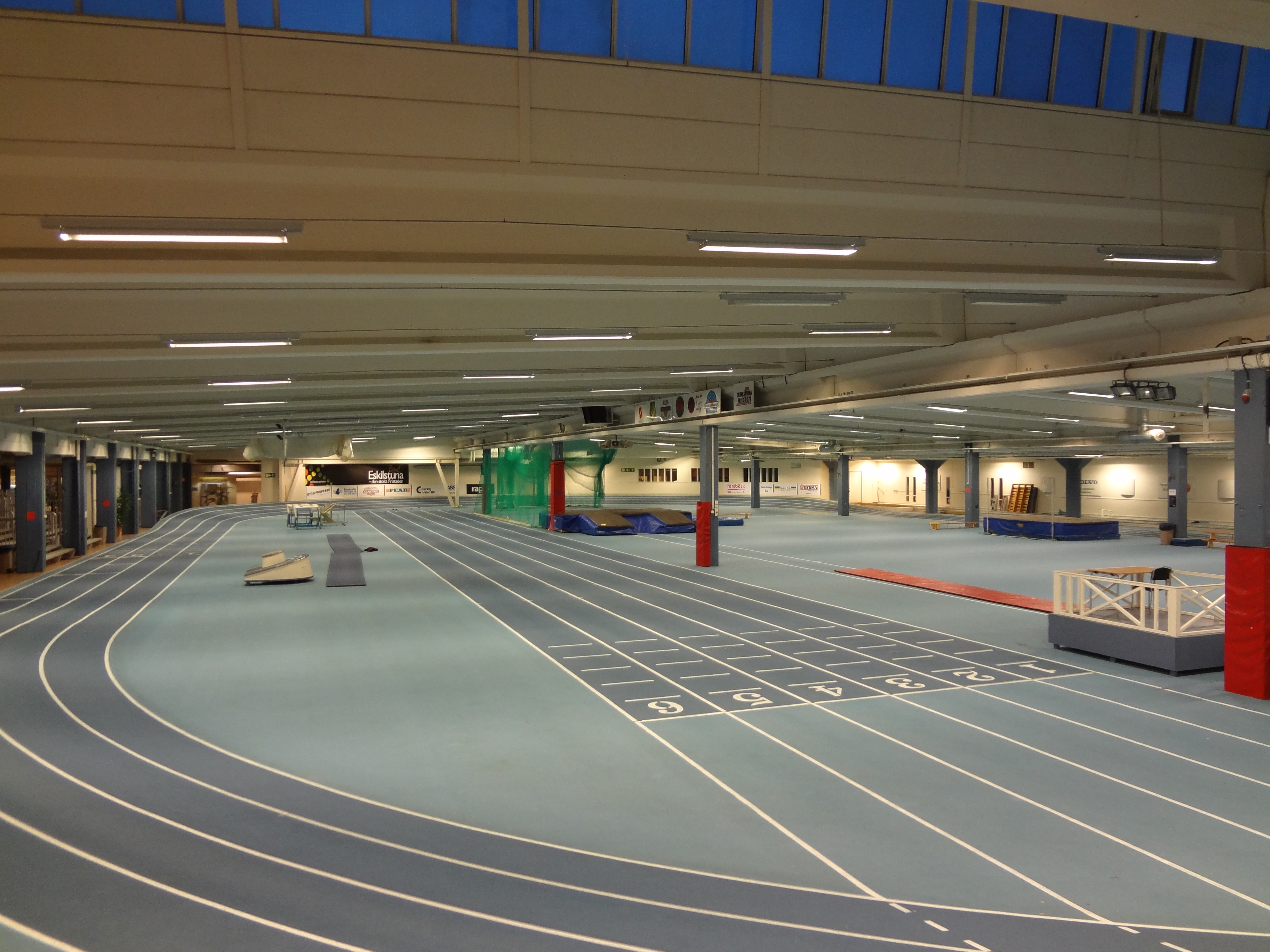
Löparbanorna i Munktellarenan.

Råby-Rekarne FIF är en friidrottsförening från Eskilstuna. Den grundades som Råby-Rekarne GoIF (Gymnastik och Idrottsförening) 1927. Det nya namnet började användas 1991.
Föreningen arrangerade friidrotts-SM i Eskilstuna 2007. Klubbens hemmaarenor är MunktellArenan (inomhus) och Ekängens FriidrottsArena (utomhus).
Den främsta friidrottare som klubben har producerat är Karoline Nemetz som bland annat tog silver i VM 1980 på 3 000 meter. Tävlar för klubben gör också en av Sveriges bästa släggkastare Cecilia Nilsson och den lovande Maja Åskag.